# 神谷和夫
神谷 和夫（かみや かずお、1951年9月8日 - ）は、日本の男性声優。京都府出身。

## 人物・来歴
日本大学芸術学部演劇学科卒業。
かつては劇団文学座、ぷろだくしょんバオバブ、同人舎プロダクション、ウイットプロモーション（2007年5月1日より）、オフィス薫、RME等に所属していた。

## 出演作品

### テレビドラマ
- 土曜ドラマ「松本清張シリーズ・依頼人」（1977年、NHK） - 執行官
- 若き血に燃ゆる〜福沢諭吉と明治の群像（1984年、テレビ東京）
- 誇りの報酬 第42話「狙撃者は誰をねらったか」（1986年、NTV / 東宝） - 所轄署刑事

### 吹き替え

#### 映画
- アウトブレイク（大統領補佐官〈J・T・ウォルシュ〉）※ソフト版
- アマデウス（フォグラー神父〈リチャード・フランク〉）※テレビ朝日版
- アンカーウーマン
- 今そこにある危機 ※テレビ朝日版
- エッジ・オブ・ダークネス（マック〈マーク・フェラン〉）
- エラゴン 遺志を継ぐもの
- 風と共に去りぬ（スチュアート・タールトン〈ジョージ・リーヴス〉）※日本テレビ新録版
- 家族の肖像（ステファノ）
- ギルティ/罪深き罪（ケン・パウエル捜査官）
- クイック&デッド（クレイ・カントレル〈キース・デイヴィッド〉）※ソフト版
- クライムブローカー/仮面の誘惑（ジュリアン・ロバーツ）
- クラッシュ・ザ・タンカー/流出危機（フランク・アイアロッシ〈クリストファー・ロイド〉）
- クラッシュトレイン（マイケル・マクナリー）
- クリープショー2/怨霊（ランディ）※テレビ東京版（BD収録）
- 刑事ニコ/法の死角（ニーリー捜査官）※テレビ朝日版
- 原始のマン（デイヴの父〈リチャード・メイサー〉）
- コブラ ※テレビ朝日版
- サイコ（サム・ルーミス〈ジョン・ギャヴィン〉）※TBS版
- ザ・シークレット・サービス（マーティ・メンドーサ〈トビン・ベル〉、リガー教授〈ジョン・ハード〉）※テレビ朝日版
- ザ・ブリード/NIGHT WORLD（ドクター・ゴールド〈デヴィッド・ヒューレット〉）
- さらば冬のかもめ（ミュール・マルホール〈オーティス・ヤング〉）
- ショート・サーキット2 がんばれ!ジョニー5 ※日本テレビ版
- 処刑教室 地獄のターミネーター（G・D・アッシュ）
- シルバー・サドル 新・復讐の用心棒（ロイ・ブラッド〈ジュリアーノ・ジェンマ〉）
- 真実の行方（マルティネス）
- スウィーニー・トッド（番頭）
- 好きと言えなくて（エド〈ジェイミー・フォックス〉）
- スター・ウォーズ エピソード4/新たなる希望 ※水曜ロードショー版
- スターゲイト（ゲイリー・メイヤーズ博士〈リチャード・カインド〉）※ソフト版
- スリーメン&リトルレディ（エドワード〈クリストファー・カザノフ〉）※日本テレビ版
- 探偵犬シャーロック（ウィリアム・アンダーソン）
- チャーリー（ダグラス・フェアバンクス〈ケヴィン・クライン〉）
- 沈黙の戦艦（トム・ブレイカー）※ソフト版、（テイラー少尉〈グレン・モーシャワー〉）※テレビ朝日版
- ツイスター（ジェイソン'プリチャー'ロー〈スコット・トマソン〉）※ソフト版
- 天使のくれた時間（アラン・ミンツ〈ソウル・ルビネック〉）
- ドナー（ユージーン・ケッセルマン〈ジャック・スカリア〉）
- ドラキュラ（ジャック・セワード〈リチャード・E・グラント〉）※旧ソフト版
- ドラッグ・コネクション/レイプ殺人・復讐の狼（テイラー〈マイルズ・オキーフ〉）※テレビ東京版
- バード・オン・ワイヤー ※テレビ朝日版
- ハードネス ※テレビ東京版
- ハウリング（クリス〈デニス・デューガン〉）
- 裸の銃を持つ男 ※テレビ朝日版
- パンツァー 鋼鉄師団（ミューラー）
- 秘密の花園
- ファイト・クラブ（リチャード・チェスラー〈ザック・グルニエ〉）※ソフト版
- ファイナル・プロジェクト ※ソフト版
- フィオナが恋していた頃（シーマス〈コルム・ミーニイ〉）
- フェノミナン（ジミー）
- フォーリング・ダウン（ライデッカー刑事）※ソフト版
- フライショック（トルーマン署長）
- ブラック・レイン ※フジテレビ版
- フランティック ※テレビ朝日版
- プレデター（リック・ホーキンス〈シェーン・ブラック〉）※テレビ朝日版
- ペリカン文書（フレッチャー・コール大統領補佐官〈トニー・ゴールドウィン〉）※ソフト版
- ヘルショック 戦慄の蘇生実験（トークナー）
- ボーイズ・オン・ザ・サイド（ヘンリー）
- ホット・ショット ※テレビ朝日版
- ホット・ショット2（大統領補佐官）※テレビ朝日版
- ホッファ/JFKが最も恐れた男（フランク・フィッツシモンズ〈J・T・ウォルシュ〉）
- 炎のランナー（オーブリー・モンタギュー〈ニック・ファレル〉）※TBS版
- ポルターガイスト ※テレビ朝日版
- ミッション:インポッシブル（マシアス）※ソフト版
- モンスター・パニック/怪奇作戦（キリアン・ベンダー）
- ユニバーサル・ソルジャー ※テレビ朝日版
- ラストマン・スタンディング ※ソフト版
- ランダム・ショット
- リベンジ・ファイター/殺しの傭兵（ジョナス・アンブラー〈ジョン・リッター〉）
- ルームメイト（ヘディのデート相手）※ソフト版
- レザボア・ドッグス（警官マーヴィン〈カーク・バルツ〉）
- ロスト・ワールド/ジュラシック・パーク（ディーター〈ピーター・ストーメア〉[7]）

#### ドラマ
- アリー my Love 第42話
- アルフ（アルデン）
- ER緊急救命室（スベティック〈ジョン・テリー〉）
- X-ファイル 第1シーズン 第21話「続 スクィーズ」※ソフト版
- カリフォルニア・ドリーム 第1話、第4話（シャーキー）
- 恐竜家族
- 恋するマンハッタン第1シーズン第19話（デーブ）
- 三国志演義（袁紹本初、馬謖幼常）※NHK-BS2版
- 新アウターリミッツ 第37話（エバン）
- 新・刑事コロンボ 殺人講義（D.E.ラスク教授〈ジェームズ・ストリウス〉）
- 心理探偵フィッツ 第4話
- スティーブン・キングの悪魔の嵐（ハッチ〈ケイシー・シーマツコ〉）※ソフト版
- 捜査官クリーガン 第13、14話（ピーター）
- 第一容疑者3（レイ・ヘブドン警部補）
- ふたりは最高!ダーマ&グレッグ 第4シーズン 第82話
- フルハウス 第123話（コージ）
- フレンズ
  - 第1話（ポール〈ジョン・アレン・ネルソン））
  - 第11話（デヴィッド〈ハンク・アザリア））
  - 第34話（変態オヤジ）
- ヤングライダーズ 第3シーズン 第61話
- 愉快なシーバー家 第23話（リック）
- リップタイド探偵24時（ニック・ライダー〈ジョー・ペニー〉）
- レリックハンター〜秘宝を探せ 第1シーズン 第1話
- ロストワールド3〜失われた世界 第63話

#### アニメ
- スポーン（ギャレッブ）

### 劇場アニメ
- 世界名作童話 アラジンと魔法のランプ（1982年） - アラジン

### テレビアニメ
- みかん絵日記（1992年） - ナレーター
- MASTERキートン（1998年） - フランコ
- 明日のナージャ（2003年） - ウエリントン子爵、船員